# 염군사
염군사(焰群社)는 일제강점기에 결성된 신경향파 문학 단체이다. 파스큘라와 더불어 조선프롤레타리아예술가동맹의 모체가 되었다.
1922년 9월 이적효(李赤曉)·이호(李浩)·김홍파(金紅波)·김두수(金斗洙)·최승일·심훈·김영팔·송영 등이 조직한 최초의 프로문화 단체였다. 박세영도 1924년께부터 송영 등과 함께 염군사에 가담하였다. 이 단체의 강령(綱領)은 “본사는 해방 문화의 연구 및 운동을 목적으로 함”이라 하여 문학에 국한하지 않은 광범한 문화운동을 내세웠는데, 사회적으로 잘 알려지지 않은 좌익 문학청년 집단이었다.
염군사는 문화적인 집단의 성격을 띠고 무산계급 운동에 정치적인 행동으로 가담했으나, 파스큘라는 중견 문학인들의 집단으로 처음부터 문단적인 현상으로 일관, 서로 다른 양상을 띠고 있었다. 그러나 파스큘라가 중심이 된 신경향파 문학운동이 점차 활기를 띠어감에 따라 미묘한 불화와 상위성(相違性)에도 불구하고 염군사와 파스큘라는 계급의식을 내세운 이념적인 공통성에서 결국 합동 문제가 제기되었다. 그리하여 1925년 8월 염군사와 파스큘라는 통일된 단일조직으로 합동하여 조선프롤레타리아예술가동맹(Korea Artists Proletariat Federation의 약칭) 즉 ‘KAPF’가 결성되었다.